# Kasakhstan ved vinter-PL 2018
 Kasakhstan deltog ved vinter-PL 2018 i Pyeongchang, Sydkorea i perioden 9.-18. marts 2018.
Landet deltog med seks atleter, hvoraf de fem var mænd og den sidste var en kvinde.

## Medaljer
| 2018 Pyeongchang | Guld | Sølv | Bronze | Total |
| Kasakhstan       | 1    | 0    | 0      | 1     |